# The Holdovers - Lezioni di vita
The Holdovers - Lezioni di vita (The Holdovers) è un film del 2023 diretto da Alexander Payne.
La pellicola si è aggiudicata l'Oscar alla miglior attrice non protagonista, andato a Da'Vine Joy Randolph.

## Trama
New England, 1970. Paul Hunham è un impopolare insegnante di lettere classiche della Barton Academy a cui viene affidato il compito di supervisionare i quattro studenti che rimarranno nel collegio durante le vacanze di Natale. A loro si aggiunge anche Angus Tully, un ragazzo intelligente, ma ribelle, costretto all'ultimo minuto a rimanere a scuola dopo che la madre ha deciso di andare in luna di miele con il nuovo marito. Rimasto solo con i cinque adolescenti e Mary Lamb, la cuoca che ha recentemente perso il figlio in Vietnam, Paul regola severamente le giornate degli studenti, rendendosi ancora più impopolare. Pochi giorni dopo l'inizio delle vacanze, i genitori di uno dei cinque ragazzi vengono a riprendersi il figlio e si offrono di portare anche gli altri studenti in vacanza con loro, ma dato che la madre di Angus è irreperibile, l'adolescente è costretto a rimanere da solo alla Barton con Paul e Mary. Il rapporto con il professore resta teso, tanto che Angus scappa per i corridoi ed entra in palestra, dove si sloga una spalla. Paul lo porta in ospedale, dove Angus mente sul modulo per l'assicurazione per proteggere Paul dalle responsabilità dell'accaduto. I due cominciano quindi lentamente a legare. 
La vigilia di Natale, Paul, Angus, Mary e il bidello Danny si recano a una festa organizzata da Lydia Crane, una segretaria della scuola per cui Paul nutre sentimenti. Mentre Angus bacia la nipote di Lydia, Paul resta deluso nello scoprire che la donna ha un fidanzato e Mary ha una crisi di pianto pensando al figlio. Paul decide quindi di riportare a scuola Mary e Angus, che invece vorrebbe restare e, quando viene rimproverato dall'insegnante, rivela che l'attuale marito di sua madre non è suo padre. Incoraggiato da Mary a essere più gentile con il ragazzo, la mattina di Natale, Paul prepara una piccola festa e accetta la richiesta di Angus di andare a Boston, giustificando il viaggio come gita scolastica. Dopo aver accompagnato Mary dalla sorella, Paul e Angus vanno a pattinare al Museum of Fine Arts, imparando quindi a conoscersi meglio. Inoltre Angus scopre di più sul passato dell'insegnante quando Paul viene riconosciuto da un suo vecchio compagno di studi a Harvard, a cui mente sulla propria carriera: Paul, poi, ammette con Angus di essere stato espulso dall'università con l'accusa di plagio dopo che il suo compagno di stanza, proveniente da una famiglia influente e facoltosa, aveva dichiarato che Paul aveva copiato il suo lavoro. Senza laurea e senza prospettiva, il giovane Paul era quindi tornato alla Barton, il suo stesso liceo, dove gli era stata offerta la cattedra che avrebbe ricoperto per tutta la sua vita da adulto. 
Mentre sono al cinema, Angus prova nuovamente a scappare e, quando Paul sventa il suo piano, Angus gli dice che non voleva fuggire, ma far visita al padre, e gli chiede di accompagnarlo. Mentre l'insegnante si aspetta di fare una visita al cimitero, Angus lo porta in un ospedale psichiatrico dove il padre è in cura per diverse patologie mentali. Più tardi, quella sera, Angus rivela la sua paura di diventare come il padre, ma Paul lo rincuora, affermando che ognuno è artefice del proprio futuro. Di ritorno a scuola, i due festeggiano il capodanno con Mary e Danny. Con l'inizio del nuovo semestre, Paul torna a insegnare con una nuova consapevolezza, nata dall'esperienza con Angus. Tuttavia, la madre e il patrigno del ragazzo vengono alla Barton per parlare con il preside e con Paul: durante la visita al padre, Angus gli aveva regalato una sfera di neve con cui l'uomo, turbato dall'incontro con il figlio e desideroso di scappare, aveva aggredito un infermiere. Vedendo che Angus rischia l'espulsione e il trasferimento in un'accademia militare, Paul si assume la responsabilità della "gita", affermando che l'idea di andare a Boston e di vedere il signor Tully per Natale fosse stata sua. Paul viene licenziato e ad Angus è permesso di restare alla Barton. I due si fanno forza a vicenda prima di dirsi addio e Paul lascia il collegio, con una bottiglia di cognac pregiato rubata al preside.

## Produzione
Le riprese del film sono iniziate il 27 gennaio 2022 in Massachusetts.

## Promozione
Il primo trailer del film è stato diffuso il 17 luglio 2023.

## Distribuzione
La pellicola è stata presentata al Telluride Film Festival il 31 agosto 2023 e distribuita limitatamente in alcune sale cinematografiche statunitensi a partire dal 27 ottobre 2023, per poi essere distribuita in tutto il Nord America dal 10 novembre, mentre in Italia viene distribuito dal 18 gennaio 2024.

### Divieti
Negli Stati Uniti, il film è stato vietato ai minori di 17 anni non accompagnati da adulti per la presenza di "linguaggio scurrile, uso di droghe e materiale sessuale".

### Edizione italiana
L'edizione italiana del film è stata curata dalla Universal Pictures International Italy con la direzione del doppiaggio e l'adattamento dei dialoghi curati da Gianni G. Galassi assistito da Antonella Bartolomei. Il doppiaggio italiano e la sonorizzazione della pellicola, invece, sono stati eseguiti dalla CDC Sefit Group.

## Accoglienza

### Incassi
Il film ha incassato 20355375 $ in Nordamerica e 25380497 $ nel resto del mondo, per un totale di 45735872 $. In Italia ha incassato 2379026 € con 364163 presenze.

### Critica
Sull'aggregatore Rotten Tomatoes, il film riceve il 97% delle recensioni professionali positive con un voto medio di 8,5 su 10 basato su 363 critiche, mentre su Metacritic ottiene un punteggio di 82 su 100 basato su 61 critiche.
La rivista Best Movie ha posizionato il film al decimo posto dei migliori del 2023.

## Riconoscimenti
- 2024 – Premio Oscar[13]
  - Miglior attrice non protagonista a Da'Vine Joy Randolph[1]
  - Candidatura al miglior film
  - Candidatura al miglior attore a Paul Giamatti
  - Candidatura alla migliore sceneggiatura originale a David Hemingson
  - Candidatura al miglior montaggio a Kevin Tent
- 2024 - Golden Globe[14][15]
  - Miglior attore in un film commedia o musicale a Paul Giamatti
  - Migliore attrice non protagonista a Da'Vine Joy Randolph
  - Candidatura al miglior film commedia o musicale
- 2023 - Gotham Independent Film Awards[16]
  - Candidatura per la miglior interpretazione da non protagonista a Da'Vine Joy Randolph
- 2023 - Independent Spirit Awards[17][18]
  - Miglior interpretazione non protagonista a Da'Vine Joy Randolph
  - Miglior performance rivelazione a Dominic Sessa
  - Miglior fotografia a Eigil Bryld
  - Candidatura per la miglior sceneggiatura a David Hemingson
- 2023 - Los Angeles Film Critics Association[19]
  - Miglior non protagonista a Da'Vine Joy Randolph
- 2023 - National Board of Review[20]
  - Miglior dieci film dell'anno
  - Miglior attore a Paul Giamatti
  - Miglior attrice non protagonista a Da'Vine Joy Randolph
  - Miglior sceneggiatura a David Hemingson
- 2023 - New York Film Critics Circle[21]
  - Migliore attrice non protagonista a Da'Vine Joy Randolph
- 2024 - British Academy Film Awards[22][23]
  - Migliore attrice non protagonista a Da'Vine Joy Randolph
  - Miglior casting
  - Candidatura al miglior film
  - Candidatura al miglior regista a Alexander Payne
  - Candidatura alla migliore sceneggiatura originale a David Hemingson
  - Candidatura al miglior attore protagonista a Paul Giamatti
  - Candidatura al miglior attore non protagonista a Dominic Sessa
- 2024 - Critics' Choice Awards[24][25]
  - Miglior attore a Paul Giamatti
  - Miglior attrice non protagonista a Da'Vine Joy Randolph
  - Miglior giovane interprete a Dominic Sessa
  - Candidatura al miglior film
  - Candidatura al miglior cast corale
  - Candidatura al miglior regista a Alexander Payne
  - Candidatura alla miglior sceneggiatura originale a David Hemingson
  - Candidatura al miglior film commedia
- 2024 - Directors Guild of America Award[26]
  - Candidatura alla miglior regia a Alexander Payne
- 2024 - Producers Guild of America Awards[27]
  - Candidatura al miglior film
- 2024 - Satellite Award[28]
  - Candidatura al miglior film commedia o musicale
  - Candidatura al miglior attore in un film commedia o musicale a Paul Giamatti
  - Candidatura alla migliore attrice non protagonista a Da'Vine Joy Randolph
  - Candidatura al miglior attore non protagonista a Dominic Sessa
  - Candidatura al miglior regista a Alexander Payne
  - Candidatura alla migliore sceneggiatura originale a David Hemingson
  - Candidatura al miglior montaggio a Kevin Tent
- 2024 - Screen Actors Guild Award[29][30]
  - Migliore attrice non protagonista cinematografica a Da'Vine Joy Randolph
  - Candidatura al miglior attore cinematografico a Paul Giamatti
- 2024 - Writers Guild of America Award[31]
  - Miglior sceneggiatura originale a David Hemingson